# 黃傅
黃傅（1461年—？），字夢弼，别号白露山人，浙江金華府蘭谿縣人，民籍，明朝政治人物。官至监察御史。

## 生平
浙江鄉試第四十九名舉人。弘治三年（1490年）中式庚戌科會試第二十二名，三甲第四十二名進士。十一年十二月实授贵州道御史。

## 家族
曾祖黃綽；祖父黃爽，遇例冠帶；父黃祉，母唐氏。重庆下。